# Rosa Lluch
Rosa Lluch Bramon (Barcelona, 11 de octubre de 1969) es una historiadora, política de en Comú Podem, profesora de universidad y secretaria académica del Departamento de Arqueología de la Universidad de Barcelona.

## Biografía
Nacida el 11 de octubre de 1969 en Barcelona, es hija de Dolors Bramon y del político Ernest Lluch, asesinado por la banda terrorista ETA.
Rosa Lluch se licenció en Historia Medieval y Paleografía por la Universidad de Barcelona en 1992. Lluch Bramon obtuvo el doctorado por la Universidad de Gerona en 2003 con una tesis titulada Els remences de l'Almoina del Pa de la Seu de Girona (segles XIV i XV), dirigida por Lluís To Figueras. Desde 2005 es profesora de Historia en la Universidad de Barcelona.
Participó en las elecciones al Congreso de los Diputados de abril de 2019 por Barcelona como candidata de la lista de En Comú Podem. De cara a las elecciones generales de noviembre de 2019, concurrió como candidata de En Comú Podem al Senado.

## Obras
- Rosa Lluch Bramon (2005). Els remences. La senyoria de l’Almoina de Girona als segles XIV i XV. Girona: Associació d’Història Rural de les Comarques Gironines, Centre de Recerca d’Història Rural de la Universitat de Girona & Documenta Universitaria.[8]